# Julius Bergmann (Maler)
Julius Hugo Bergmann (* 28. Februar 1861 in Nordhausen; † 15. Januar 1940 in Karlsruhe) war ein deutscher Maler.

## Leben
Bergmann besuchte 1879 das Städelsche Institut in Frankfurt am Main, wo er Schüler von Heinrich Hasselhorst wurde. Von 1883 bis 1888 war er Schüler von Gustav Schönleber und Hermann Baisch an der Karlsruher Kunstakademie. Anschließend unternahm er Studienreisen nach Ungarn, Holland, Nordschottland und an den Oberrhein.
Er unterrichtete von 1897 bis 1903 die Tier- und Landschaftsmalerei an der Kunstakademie Düsseldorf und von 1905 bis 1919 die Tiermalerei an der Karlsruher Kunstakademie. Julius Bergmann war beteiligt an der Gründung des Künstlerbunds Karlsruhe und Gründer des Straßburger Künstlerverbandes in der Ruprechtsau. Er gehörte zur Münchener Secession, war Gründungsmitglied der Düsseldorfer Künstler-Vereinigung 1899 sowie ein frühes Mitglied des Deutschen Künstlerbundes, sein Name findet dort sich bereits 1906 im Mitgliederverzeichnis.
Die Motive Bergmanns waren vor allem Tiere und Landschaften mit Personenstaffagen, unter anderem vom Altrhein bei Karlsruhe und nach Studien, die er von seinen Reisen mitbrachte. Er zeigte seine Arbeiten in zahlreichen nationalen und internationalen Ausstellungen. Auf der Kunstausstellung im Kristallpalast in Sydenham-London 1887 wurde er mit einer Bronzemedaille ausgezeichnet. Anlässlich seines 60sten Geburtstages fand 1921 eine Sonderausstellung seiner Werke im Kunstverein Karlsruhe statt.

## Werke (Auswahl)

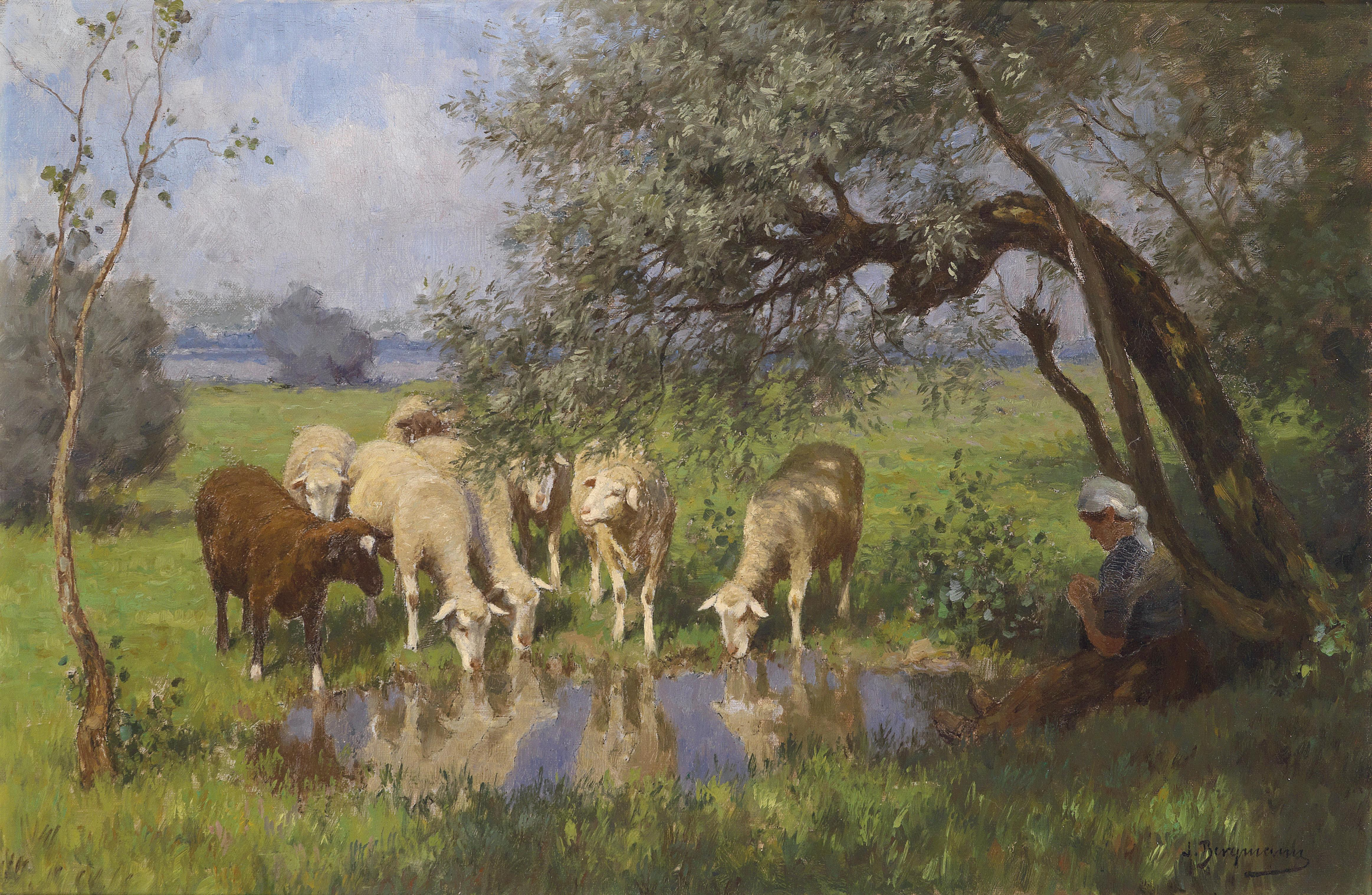
Die Schafhirtin bei der Rast

- Auf der Weide. Ruhende Rinder, 1886; ausgestellt: Berlin, Jubiläumsausstellung 1886 (Abbildung im Katalog; angekauft zur Verlosung).
- Auf der Hortobagyer Puszta (Pferde); ausgestellt: Berlin, Akademische Kunstausstellung 1887 (Abbildung im Katalog; „ehrenvolle Erwähnung“); Wien, Internationale Jubiläumsausstellung 1888 (Abbildung im Katalog).
- Markttag bei Karczag; ausgestellt: München, Internationale Kunstausstellung 1888 (Abbildung im Katalog).
- Schafherde in Holland
- Der Steg
- Die Schafhirtin bei der Rast
- Herde am Bach